# Лудвиг Казимир фон Изенбург-Бюдинген-Бюдинген
Лудвиг Казимир фон Изенбург-Бюдинген-Бюдинген (на немски: Ludwig Kasimir zu Isenburg und Büdingen in Büdingen; * 25 август 1710 в Бюдинген; † 15 декември 1775 в Бюдинген) е граф на Изенбург-Бюдинген в Бюдинген.
Той е най-възрастният син на граф Ернст Казимир I фон Изенбург-Бюдинген-Бюдинген (1687 – 1749) и съпругата му графиня Кристина Елеанора фон Щолберг-Гедерн (1692 – 1745), дъщеря на граф Лудвиг Кристиан фон Щолберг-Гедерн и втората му съпруга херцогиня Кристина фон Мекленбург-Гюстров.

## Фамилия
Лудвиг Казимир се жени на 24 септември 1768 г. в Христиненхоф за графиня Августа Фридерика фон Щолберг-Вернигероде (* 4 септември 1743 във Вернигероде; † 9 януари 1783 в Ерланген), вдовица на брат му Густав Фридрих (1715 – 1768), дъщеря на граф Хайнрих Ернст II фон Щолберг-Вернигероде (1716 – 1778) и принцеса Христиана Анна Агнес фон Анхалт-Кьотен (1726 – 1790), дъщеря на княз Август Лудвиг фон Анхалт-Кьотен. Те нямат деца.
Вдовицата му Августа се омъжва трети път на 26 юни 1777 г. за лекаря Фридрих фон Вендт (1738 – 1818), президент на „Академията Леополдина“.